# چگونه موفق شوی وقتی احمقی و نالان
چگونه موفق شوی وقتی احمقی و نالان (فرانسوی: Comment réussir quand on est con et pleurnichard‎) یک فیلم کمدی فرانسوی به کارگردانی میشل اودیار است که در سال ۱۹۷۴ منتشر شد.